# Гаскердейкен
Гаскердейкен (нід. Haskerdijken) — село в нідерландській провінції Фрисландія. Входить до муніципалітету Геренвен.
Його площа становить 7,81км², а населення станом на 2021 рік складало 385 осіб.
Перша згадка про населений пункт датується 1465 роком.

## Галерея

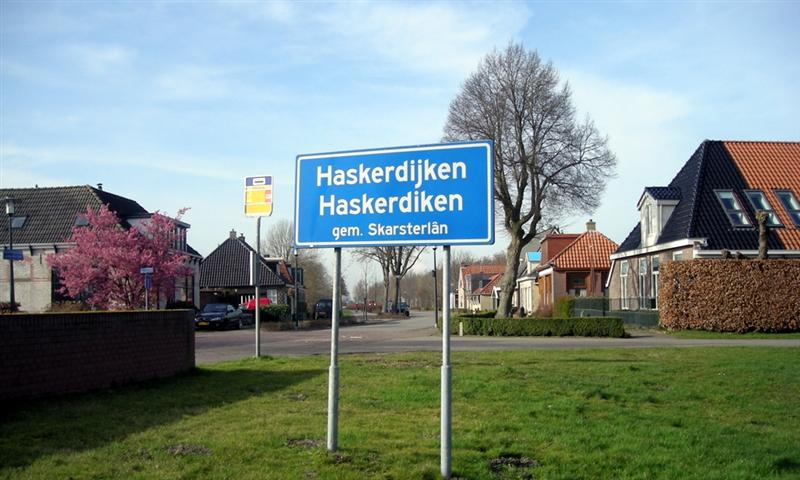
В'їзд до Гаскердейкена
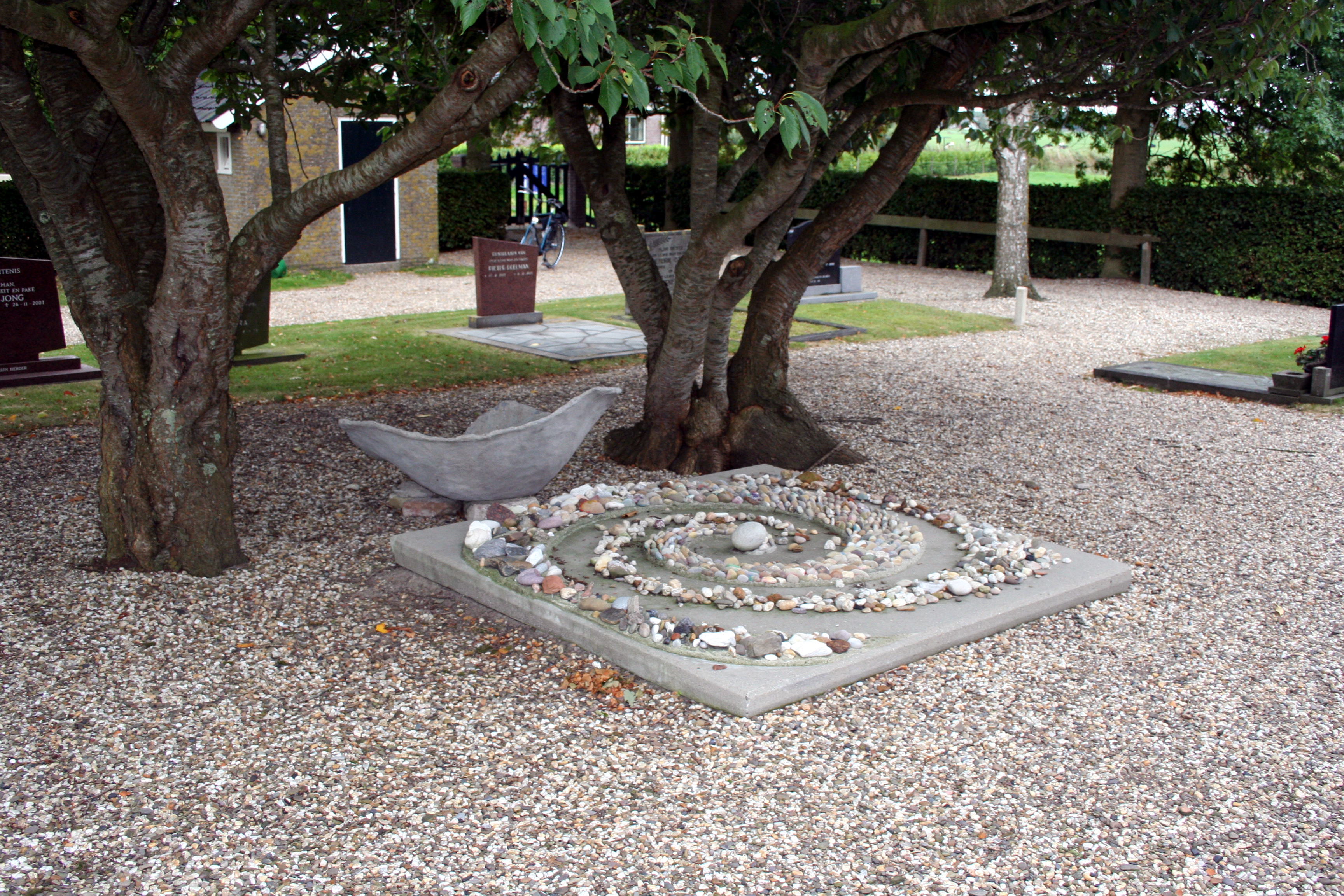
Кам'яний монумент